# Pernilla Andersson (judoczka)
Anna Pernilla Andersson po mężu Ribeiro Novais (ur. 3 grudnia 1971) – szwedzka judoczka. Olimpijka z Sydney 2000, gdzie zajęła dziewiąte miejsce w wadze lekkiej.
Piąta na mistrzostwach świata w 1998 i siódma w 1997; uczestniczka zawodów w 2001. Startowała w Pucharze Świata w latach 1993-2002. 
Srebrna medalistka mistrzostw Europy w 2000; piąta w 2001 i siódma w 1997. Trzecia na akademickich MŚ w 1994. Wygrała mistrzostwa nordyckie w 1996 i 2001 roku.

## Letnie Igrzyska Olimpijskie 2000
| Konkurencja | Eliminacje          | Eliminacje          | Repasaże                   | Klas. końcowa |
| Konkurencja | Przeciwnik I        | 1/8                 | Przeciwnik I               | Miejsce       |
| ----------- | ------------------- | ------------------- | -------------------------- | ------------- |
| 57 kg       | Jessica Gal (NED) Z | Mária Pekli (AUS) P | Zülfiyyə Hüseynova (AZE) P | 9.            |